# Osa de la Vega
Osa de la Vega è un comune spagnolo di 544 abitanti situato nella comunità autonoma di Castiglia-La Mancia.